# Yuh Myung-woo
Yuh Myung-woo (kor.: 유명우; ur. 10 stycznia 1964 w Seulu) – południowokoreański bokser, były zawodowy mistrz świata w wadze junior muszej (do 108 funtów) federacji WBA.

## Kariera sportowa
Karierę zawodową rozpoczął 28 marca 1982. Do września 1985 stoczył 18 walk, wszystkie wygrywając. W tym okresie zdobył tytuły OPBF w wadze junior muszej.
8 grudnia 1985 w Daegu stanął do pojedynku o tytuł mistrza WBA z broniącym tytułu Amerykaninem Joeyem Olivo. Zwyciężył niejednogłośnie na punkty i został nowym mistrzem świata. Do kwietnia 1991 tytułu skutecznie bronił siedemnastokrotnie. Pokonał między innymi: przyszłego mistrza WBO Portorykańczyka Jose De Jesusa (dwukrotnie 9 marca 1986 i 12 czerwca 1988 niejednogłośnie na punkty), przyszłego mistrza IBF w wadze muszej Kolumbijczyka Rodolfo Blanco (20 września 1987 przez nokaut w ósmej rundzie) oraz byłego mistrza WBA w wadze słomkowej i przyszłego w wagach junior muszej, muszej i junior koguciej Wenezuelczyka Leo Gameza (dwukrotnie 29 kwietnia 1990 niejednogłośnie i 10 listopada 1990 jednogłośnie na punkty).
17 grudnia 1991 w Osace zmierzył się z Japończykiem Hiroki Ioką. Przegrał po niejednogłośnej decyzji sędziów i utracił pas mistrzowski. Była to jego pierwsza i jedyna porażka w karierze. Po roku, 18 listopada 1992, ponownie w Osace doszło do pojedynku rewanżowego. Yuh zwyciężył decyzją większości sędziów i odzyskał pas mistrzowski. W roku 1993 obronił pas zwyciężając Japończyka Yūichiego Hosono. W tym samym roku zwakował tytuł i zakończył karierę.
W roku 2013 został przyjęty do Międzynarodowej Bokserskiej Galerii Sławy.